# رحیم علی‌آبادی
رحیم علی‌آبادی (زادهٔ دوم فروردین ۱۳۲۱ در اردبیل محله علی‌آباد کوچه شهید نادعلی اوغلی) کشتی‌گیر ایرانی است که سومین مدال‌آور کشتی فرنگی ایران در رقابت‌های قهرمانی جهان، پس از علی‌رضا قلیچ‌خانی و ایرج خورشیدفر، به‌شمار می‌رود. وی صاحب مدال نقره المپیک ۱۹۷۲ مونیخ و دو مدال نقره و برنز جهانی در وزن‌های ۴۸ و ۵۲ کیلوگرم به ترتیب در قهرمانی جهان ۱۹۶۹ ماردل پلاتا و ۱۹۷۳ تهران شده‌است.
او در مسابقات المپیک ۱۹۷۲ مونیخ شرکت کرد و صاحب مدال با ارزش نقره المپیک شد.
او مربی تیم ملی فرنگی به همراه محمد پذیرایی در سال ۱۹۸۳ در تهران و سرپرست تیم کشتی فرنگی ایران در مسابقه‌های جهانی فرانسه بود.
او هم‌اکنون عضو شورا و کمیته فنی تیم ملی کشتی فرنگی جمهوری اسلامی ایران است.